# ルドルフ (オーストリア皇太子)
ルドルフ・フランツ・カール・ヨーゼフ・フォン・ハプスブルク＝ロートリンゲン（ドイツ語: Rudolf Franz Karl Joseph von Habsburg-Lothringen, 1858年8月21日 - 1889年1月30日）は、オーストリア皇帝フランツ・ヨーゼフ1世の子で皇太子。ハプスブルク＝ロートリンゲン家の世継ぎとして周囲に期待されたが、父帝との反目や政治的対立などから孤立し、男爵令嬢マリー・フォン・ヴェッツェラと謎の死を遂げた（「マイヤーリンク事件」）。その死については、今もなお謎に包まれている。

## 生い立ちと教育

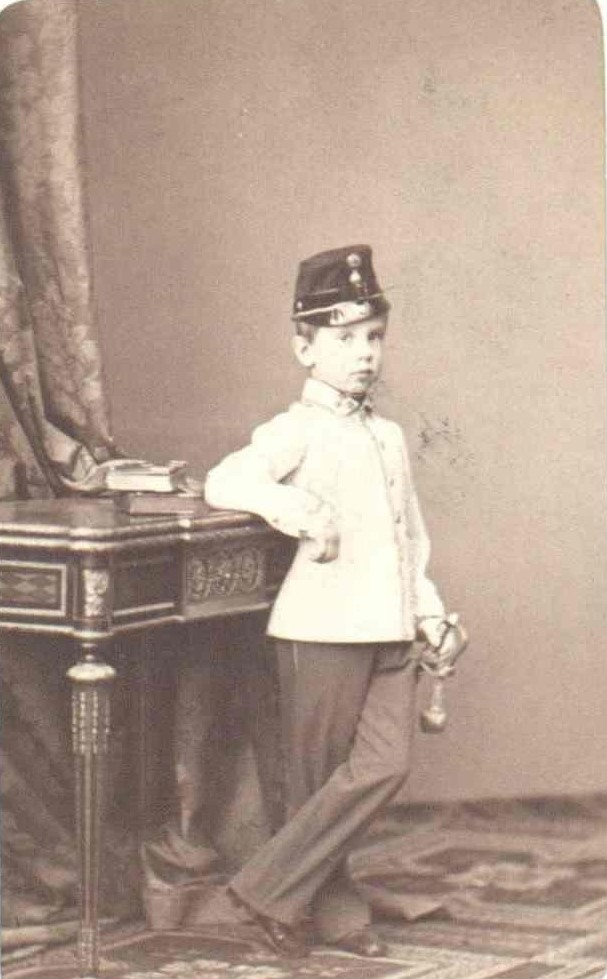
幼少期のルドルフ（1863年）

1858年8月21日、ウィーン郊外のラクセンブルク宮殿にて、フランツ・ヨーゼフ1世の第一皇子（第三子）として誕生する。母は美貌で有名な皇后エリーザベト。幼少期は祖母のオーストリア大公妃ゾフィーにより養育される。当初、祖母がルドルフに付けた教育係のレオポルド・ゴンドレクール伯爵は、鞭打ちや冷水シャワー、過酷な運動等の軍事教練まがいのスパルタ式教育を押し通した。精神と肉体を痛めつける教育の影響により、ルドルフは暴力的で神経過敏かつ虚弱体質の、恐怖心の強い子供となった。また内気で意固地で、事あるごとに自分の殻に閉じ籠った。
1865年、ゴンドレクールの教育の影響を憂いた母エリーザベトが公式に親権を取り戻すことを要請し、7歳以降のルドルフの教育方針は一転する。1867年に成立したオーストリア＝ハンガリー帝国の思想基盤となったのは自由主義思想であるが、その思想を支えた政治家や教育関係者と親交の深かったエリーザベトが付けた教育係はヨーゼフ・ラトゥール・フォン・トゥルンベルクであり、彼が選抜した教師のほとんどが、多かれ少なかれ何らかの形で自由主義との関連を持っていた。このことが、成人後もルドルフが自由主義を信奉し、自らの出自にもかかわらず貴族に対して批判的な態度を取ったことの原因である。また、ラトゥールはルドルフがその生涯を通して連絡を取り続けた、いわば精神的な「代父」であったと言える。成人後のルドルフが、今日もオーストリアで発行されているリベラル系新聞『プレッセ』紙の前身である『新ウィーン日報』編集長だったモーリッツ・ツェプスを通して、後にフランスの首相となったジョルジュ・クレマンソーの知遇を得るようになるのも、ラトゥールら自由主義者の手引きによるものである。
18歳になるまでの教育期間においてルドルフに関わった教師は同時に30人以上いたこともあると言われるが、この人数は19世紀後半当時の王侯貴族の教育状況においては、とりわけ極端に多いとは言えない。例外的なのは、前述のようにこれらの教師たちの多くが、保守的な王侯貴族の教育とは正反対といえる自由主義の信奉者だったことである。そのためルドルフは、父フランツ・ヨーゼフ1世の保守的で時代遅れな思想とは異なり、母エリーザベトと同じ自由主義的な思想を持っており、そのため父帝に強く反発し、その絶対君主ぶりを激しく非難した。一方、公務を放棄し、家族との接触が少なかった母エリーザベトは各地に旅行に明け暮れていたため、彼女は息子ルドルフの理解者とはなり得なかった。

## 思想と著述
自由主義の影響を色濃く受けた教育と貴族に対する批判から、ルドルフはウィーン庶民の娯楽の場であるホイリゲに良く足を運び、庶民の心情を写し取る民衆歌シュランメルンを好んで聴いた。ヨーゼフ・ブラートフィッシュは、もともとホイリゲなどでウィーン民衆歌を口笛で演奏する演奏家であり、そこでルドルフに専属御者として「スカウト」されたという経歴を持つ。
執筆者としてのルドルフは、自由主義をベースに貴族批判を主な内容とした匿名政治的パンフレット『オーストリアの貴族とその使命 ある貴族青年による警告書』（1878年）を始めとして、『新ウィーン日報』への投稿などをする傍ら、担当教師の一人であった、当時の動物学の第一人者アルフレート・ブレームの弟子として、鳥類学に関する論文やエッセイも多く書いている。政治批判のパンフレットを執筆するときに多用したペンネームは「ユリウス・フェリックス（Julius Felix）」であった。
また、広大な帝国版図の文化・歴史をまとめた24巻にわたる事典『絵と文章で綴るオーストリア＝ハンガリー帝国』（初巻1885年、刊行終了1902年）の編纂も務めた。初巻および第2巻の多くは、ルドルフ自身の手による文章から成っている。この辞典はまた『皇太子の作品』という別名で呼ばれることもある。
1880年代における保守派の再台頭、ことに1879年のエドゥアルト・ターフェの2回目の首相就任以降は、自由主義を固持するルドルフの政治的立場は不安定なものとなっていった。

## 謎の情死「マイヤーリンク事件」
1881年、ルドルフはベルギー王レオポルド2世の次女ステファニー（シュテファニー）と結婚し、1883年には娘エリーザベト・マリーが誕生していたが、性格の不一致は深刻なもので、2人の仲は冷え切っていた。結婚以前から、彼は貴族専門の娼婦や女優たちとの関係があったが、特にミッツィ・カスパルは一番のお気に入りの女性であった。
1888年末頃、ルドルフは16歳のマリー・ヴェッツェラと出会った。この出会いを仲介したのは、母エリーザベトのお気に入りだった従姉（エリーザベトの兄ルートヴィヒが一介の女優と貴賎結婚してもうけた娘）ラリッシュ伯爵夫人マリー・ルイーゼだった。「つやのない麦わらのような金髪はぼさぼさで、眉毛は薄く、正視に耐えなかった」と口の悪いラリッシュ伯爵夫人が語った皇太子妃シュテファニーの姿と比べて、マリー・ヴェッツェラは小柄の美しい娘であった。やがてルドルフはマリー・ヴェッツェラに惹かれ、教皇レオ13世に宛ててステファニーとの離婚を求める書簡を送った。教皇は「不許可」と回答したが、これはルドルフにではなくローマ駐在の外交官を通じてフランツ・ヨーゼフ1世に返書が渡されたために一切が洩れてしまい、父帝の激しい怒りを呼び起こした。
ルドルフはドイツ帝国宰相ビスマルクに不信感を抱いていたため、帝国のドイツ頼みの政策を嫌っていた。ルドルフは、ロシアやフランスとの同盟を構想して、フランスには積極的に接近する一方、秘密裡にロシアにも赴いたことがあったが、これも新聞によって暴露されてしまった。1889年1月26日、激怒した父帝はルドルフを呼びつけて叱責した。しかも、翌朝のフランツ・ヨーゼフ1世の書簡には「今宵のドイツ大使館のパーティには、プロイセン軍第一礼装で出席するように」と書かれていた。父帝は、新聞に暴かれた親仏・親露、反独疑惑を払拭するために必死だった。プロイセン軍の礼装を身に着けたルドルフは、「この軍服は僕には耐えられないほど重い」とこぼした。その日の午後、ルドルフはウィーン郊外のプラーターの狩猟地に赴き、従姉のラリッシュ伯爵夫人に「明日、マリー・ヴェッツェラを連れてきてほしい。今頼れるのは彼女だけだ」と語った。警察諜報員ドクトル・フローリアン・マイスナーが、警察長官のフランツ・クラウス男爵に提出した報告書によると、ルドルフ最後の夜となった1889年1月28日月曜日に、彼はミッツィ・カスパルを訪ねている。彼は夜中の3時までミッツィの元に留まって何杯もシャンパンを飲み、管理人には口止め料として10グルデンを与えた。そしてルドルフは別れ際に、彼女の額に十字を切った。そしてそこからマイヤーリンクへ赴いた。

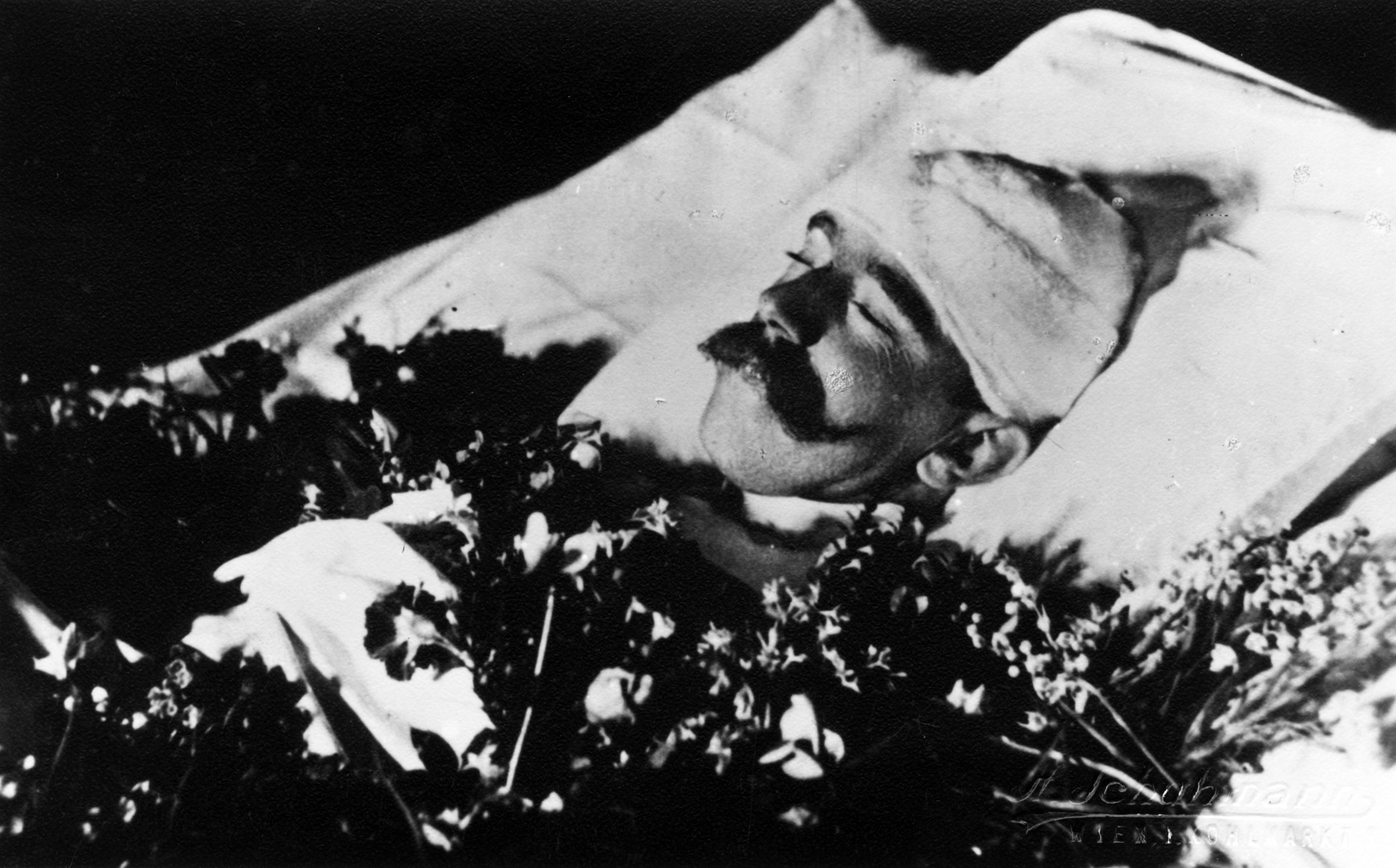
ルドルフ皇太子の遺体

翌28日、ルドルフはマリー・ヴェッツェラとともにマイヤーリンクの狩猟館に馬車で向かった。1月30日水曜日午前6時10分、彼の部屋から2発の銃声を聞いた執事が駆けつけた。しかし部屋は内側から施錠されており、執事は斧でドアを破って入った。踏み込んだ先にはルドルフとマリーがベッドの上で血まみれになって死んでおり、傍らに拳銃が落ちていた。はじめ、事件は「心臓発作」として報道されたが、じきに「情死」としてヨーロッパ中に伝わり、様々な憶測を呼んだ。
ルドルフが本当に心中したかった相手はミッツィ・カスパルで、彼女に心中を持ちかけたが一笑に付されたため、仕方なくマリーを死出の旅の道連れに選んだという説がある。実際ルドルフは、1888年夏にメートリンクのフザーレン教会の前でミッツィに、拳銃で撃ち合って死のうと提案している。驚いたミッツィは、すぐにウィーンの警察長官クラウスにこのことを通報した。それからルドルフは、以前にも増して厳しく刑事たちに監視されるようになった。またルドルフの狩猟友達のヨーゼフ・ホヨス＝シュプリンツェンシュタイン伯爵が出版した回想録によると、ルドルフとマリー・ヴェッツェラが心中事件を起こす1889年1月には、既に2人の仲は冷めきっていたという。皇太子妃のシュテファニーも、自身の回想録の中で「ヴェッツェラ夫人って、一体誰だったかしら? 幾人もの女性の中の1人…最後の夜でさえ、あの夫は例の色女の元で、あのウィーンの娼婦の所で過ごしたのだわ」と書いている。
さらに、ルドルフは以前からたびたびミッツィに6万グルデンもする館を贈り、さらに5万グルデンもする装身具も贈っている。またルドルフの死後、王宮内の彼の引き出しには「10万グルデン」と書かれたミッツィ宛ての封筒が残されていたが、実際に中に入っていたのは3万グルデンだった。ルドルフの侍従武官だったマクシミリアン・オルシーニ・ローゼンベルク伯爵の記録によると、ルドルフは最後の2年間には側近の者達からひどい顰蹙を買ったにもかかわらず、軍隊の視察旅行にさえミッツィを同伴したという。なお、ルドルフにマリー・ヴェッツェラを紹介したラリッシュ伯爵夫人はフランツ・ヨーゼフ1世とエリーザベトの怒りを買い、オーストリアから追放されてアメリカに移り住むことになった。彼女は追放された腹いせから、エリーザベトを中傷することを書いたという。

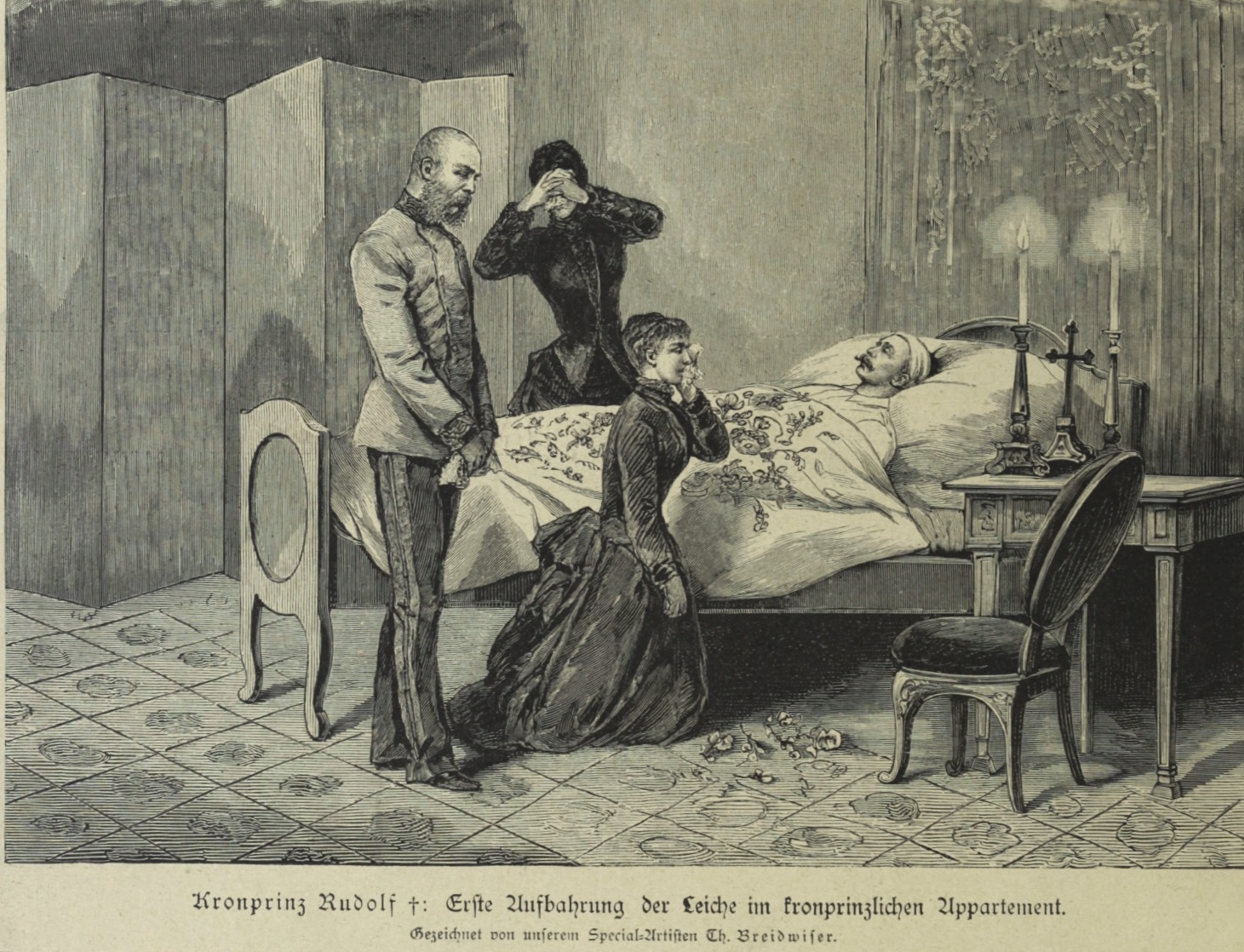
息子の死を嘆くフランツ・ヨーゼフ皇帝とエリーザベト皇后

## 最後の皇后ツィタの告白
事件から94年後の1983年3月11日、63年の亡命生活に終止符を打ってウィーンに戻った最後の皇后ツィタは、ルドルフの死が情死ではなく、暗殺によるものだという告白を、ウィーンの大衆向けタブロイド紙『クローネン・ツァイトゥング』に行った。ツィタの夫である最後の皇帝カール1世は、フランツ・ヨーゼフ1世に暗殺の証拠を挙げられ、真相を解明するよう命じられたが、第一次世界大戦の勃発によりうやむやになったというのである。ツィタは次のように語ったが、真相はなおも明らかにはされていない。
1. 事件の直後、緘口令が敷かれたのは、暗殺と知りながらも事件に政府の要人が関係しているため、政治的波及を懸念したからである。
2. 皇太子の葬儀許可を教皇に打電したところ、教皇は拒否の返電を送った。しかし、皇帝が2回目に2千語もの暗号による電報を打電して説明すると、たちどころに許可が下りた。これは、当時のカトリックの教会法で自殺の場合葬儀を行うことは許可されていなかったため、自殺と伝えられた最初の時点では断られたが、2回目の時に自殺ではない旨を説明したためと思われる。
3. マイヤーリンク近く在住の家具職人が、事件の2日後に室内の片付けを命じられたときに目撃したところでは、家具がひっくり返されており、激しい争いの跡が見られ、壁にも弾痕・血痕が著しくあり、銃声は言われるように2発ではなかった。
4. ルドルフの遺骸を見た皇室関係者の一人は「皇太子は黒い手袋をしていました。軍服なら白い手袋のはずです。しかも、黒い手袋のなかには綿がつまっていました。ルドルフの手が利かなくなっていたようです。」と証言した。また、別の皇室関係者が「現場に駆けつけた当局者の話」として「皇太子の右手は手首からサーベルで切断されていた」と語った。

## 家族
- 妻 - シュテファニー・フォン・ベルギエン（ベルギー王レオポルド2世の次女）
  - 一人娘 - エリーザベト・マリー

## ルドルフを題材とした作品
- うたかたの恋 Mayerling（1930年） -  クロード・アネ（英語版）の小説
  - うたかたの戀 Mayerling（1936年） - 映画
  - 晩鐘 Kronprinz Rudolfs letzte Liebe（1956年） - 映画
  - マイヤーリング Mayerling（1957年） - テレビドラマ
  - うたかたの恋 Mayerling（1968年） - 映画
  - うたかたの恋 (宝塚歌劇)（1983年） - 宝塚歌劇団のミュージカル作品。
- バルカンの火薬庫（ルパンと時限爆弾）（1974年） - ボワロー＝ナルスジャックの小説。アルセーヌ・ルパンのパスティーシュ作品
- うたかたの恋 (バレエ) Mayerling（1978年）
- エリザベート (ミュージカル) Elisabeth（1992年） - ミヒャエル・クンツェ脚本のミュージカル作品
  - エリザベート -愛と死の輪舞-（1996年）　宝塚歌劇団のミュージカル作品
- 天上の愛 地上の恋（1994年） - 加藤知子の漫画作品。創作上のキャラとの同性愛要素のある漫画作品。
- ルドルフ 〜ザ・ラスト・キス〜 Rudolf （2006年） - フレデリック・モートン（英語版）の小説「A Nervous Splendor」を原作としたミュージカル作品

## 関連書籍
- ゲオルク・マルクス『うたかたの恋と墓泥棒』浅見昇吾訳 青山出版社 1997年 ISBN 4-900845-56-6
- 仲晃『「うたかたの恋」の真実 ハプスブルク皇太子心中事件』青灯社 2006年 ISBN 4-86228-003-X C1022